# Magdalena von Waldeck
Magdalena von Waldeck (ur. 1558 zm. 1599) – córka Filipa IV Waldeck-Wildungen (ur. 1493, zm. 1574) i jego żony Jutty von Isenburg-Grenzau († 1564). Magdalena dwukrotnie wychodziła za mąż:

## Pierwsze małżeństwo
Po raz pierwszy poślubiła dnia 6 lutego 1576 hrabiego Filipa Ludwika I Hanau-Miinzenberg
Jej pierwsze małżeństwo z Filipem Ludwikiem I Hanau-Münzenberg było czymś niezwykłym jak na tamte czasy. Po pierwsze mimo konieczności politycznych zawarcia tego związku z czasem narodziło się między nimi prawdziwe uczucie mimo że tytuł ojca Magdaleny był niższy niż tytuł jej męża.
Mieli czworo dzieci:
- Filipa Ludwika II (ur. 1576, † 9 sierpnia 1612)
- Juliannę (ur. 13 października 1577, zm. 2 grudnia 1577), pochowana w prezbiterium kościoła Najświętszej Marii Panny w Hanau
- Wilhelm (ur. 1578; zm. 14 czerwca 1579), jest również pochowany w prezbiterium kościoła Najświętszej Marii Panny w Hanau
- Albert von Hanau-Miinzenberg Schwarzenfels (ur. 1579; zm. 19 grudnia 1635)

## Drugie małżeństwo
Po raz drugi wyszła za mąż za Jana VII hrabiego Nassau-Siegen dnia 24 listopada 1581
Drugie małżeństwo Magdaleny było podyktowane jedynie względami politycznymi - jej mąż był od niej 30 lat starszy a gubernator Niderlandów wykazywał niechęć do tego mariażu Woląc by Jan ożenił się z kimś z rodu Nassau aby poprzez ślub z obcą księżniczką nie wzmacniać rodu. Przed drugim małżeństwem musiała przejść na prawosławie. para hrabiowska zamieszkała w Dillenburgu, gdzie Jan VI zaopiekował się dwójką żyjących dzieci Magdaleny z pierwszego małżeństwa. Podczas opieki nad nieletnimi dziećmi żony Jan miał pieczę również nad hrabstwem Hanau-Miinzenberg.
Z tego związku urodziło się dziesięcioro dzieci:
- Jan Ernest (ur. 1582, zm. 1617)
- Jan VIII Młodszy (ur. 1583, zm. 1638)
- Elżbieta (ur. 1584, zm. 1661) ∞ Chrystian, hrabia Waldeck-Wildungen)
- Adolf (ur. 1586, zm. 1608)
- Julianna (ur. 1587, zm. 1643) ∞ Maurycego, landgrafa Hesji-Kassel
- Anna Maria (ur. 1589, zm. 1620) ∞ Hrabia reński Jan Adolf von Dhaun-Falkenstein-Bruch
- Jana Olbrachta (*ur. 1590, zm. 1593)
- Wilhelm (ur. 13 sierpnia 1592 zm. 1642) ∞ Krystyna zu Erbach
- Anna Joanna (ur. 1594, zm. 1636) ∞ Jan Wolfert van Brederode (ur. 1599, zm. 1655)
- Fryderyk Ludwik (ur. 1595 zm. 1600)
- Magdalena (ur. 1596, zm. 1661)
- Jan Fryderyk (ur. 1597)

## Literatura
- Reinhard Dietrich: Die Landesverfassung in dem Hanauischen = Hanauer Geschichtsblätter 34. Hanau 1996. ISBN 3-9801933-6-5
- Jacob Christoph Carl Hoffmeister: Historisch-genealogisches Handbuch über alle Grafen und Fürsten von Waldeck und Pyrmont seit 1228. Kassel 1883.
- Gerhard Menk: Philipp Ludwig I. von Hanau-Münzenberg (1553-1580). Bildungsgeschichte und Politik eines Reichsgrafen in der zweiten Hälfte des 16. Jahrhunderts. In: Hessisches Jahrbuch für Landesgeschichte 32 (1982), S. 127 – 163.
- Georg Schmidt: Der Wetterauer Grafenverein = Veröffentlichungen der Historischen Kommission für Hessen 52. Marburg 1989. ISBN 3-7708-0928-9
- Reinhard Suchier: Genealogie des Hanauer Grafenhauses. In: Festschrift des Hanauer Geschichtsvereins zu seiner fünfzigjährigen Jubelfeier am 27. August 1894. Hanau 1894.
- Johann Adolf Theodor Ludwig Varnhagen: Grundlage der Waldeckischen Landes- und Regentengeschichte. Arolsen 1853.
- Ernst J. Zimmermann: Hanau Stadt und Land. 3. Auflage, Hanau 1919, ND 1978.